# Stefan Lindemann (Eiskunstläufer)
Stefan Lindemann (* 30. September 1980 in Erfurt, DDR) ist ein ehemaliger deutscher Eiskunstläufer, der im Einzellauf startete.

## Karriere
Schon im Alter von vier Jahren begann Stefan Lindemann in Erfurt beim dortigen Eissportclub mit dem Eislaufen. Die Idee dafür stammte von einer Arbeitskollegin seiner Mutter. Mit zwölf Jahren wollte er zum Eishockey wechseln, was jedoch durch seine Mutter verhindert wurde. Also blieb er beim Eiskunstlaufen und kam in die Trainingsgruppe von Ilona Schindler, was er nie bereuen sollte. Nach dem Abitur im Sportgymnasium Pierre-de-Coubertin in Erfurt verpflichtete sich Lindemann der Bundeswehr und wurde Sportsoldat, um genügend Unterstützung und Möglichkeiten für seinen Sport zu finden.
Bereits mit 14 Jahren hatte Lindemann seinen ersten beachtenswerten Auftritt bei den deutschen Juniorenmeisterschaften, wo er den vierten Rang belegte. Im darauffolgenden Jahr startete er bei den deutschen Meisterschaften und wurde Zwölfter. 1997 war er schon Vierter, 1999 Zweiter und im Jahre 2000 gelang es ihm deutscher Meister zu werden. 1999 nahm er zum ersten Mal bei internationalen Meisterschaften im Erwachsenenbereich teil. Während er sich bei den Europameisterschaften in Prag noch mit dem 17. Platz begnügen musste, schnitt er bei den Weltmeisterschaften in Helsinki mit Platz 13 besser als erwartet ab. Im Jahr 2000 gelang ihm bei den Europameisterschaften mit Platz 8 bereits der Sprung unter die ersten 10. Im März 2000 holte Lindemann für die Deutsche Eislauf-Union den Junioren-WM-Titel. Es war der erste und bisher einzige Juniorenweltmeisterschaftstitel für einen deutschen Eiskunstläufer im Herreneinzel. Im November desselben Jahres jedoch stürzte Lindemann schwer und zog sich beim Sparkassen-Cup eine Innenbandzerrung im rechten Kniegelenk mit Innenbandanriss sowie eine Zerrung im Sprunggelenk zu. Aufgrund der Verletzung musste er die Teilnahme bei den Deutschen Meisterschaften und bei den Europameisterschaften absagen. Erst zu den Weltmeisterschaften in Vancouver trat er wieder an, erzielte jedoch mit Rang 18 das schlechteste Ergebnis seiner Karriere bei diesem Wettbewerb. In den folgenden zwei Jahren wurde er ein weiteres Mal Deutscher Meister sowie einmal Vizemeister. Bei den Europameisterschaften wurde er jeweils 12. und konnte sich nicht für die Weltmeisterschaften qualifizieren. Auch für die Olympischen Winterspiele 2002 wurde er nicht nominiert. Der vorhandene Startplatz blieb ungenutzt, da Andrejs Vlascenko sportlich qualifiziert, aber nicht startberechtigt war.
Im März 2004 erlebte Lindemann den Höhepunkt seiner Karriere: Nachdem er erneut deutscher Meister geworden war und durch einen fünften Platz bei den Europameisterschaften seine aufsteigende Form bewiesen hatte, gewann er die Bronzemedaille bei den Weltmeisterschaften in Dortmund hinter Jewgeni Pljuschtschenko und Brian Joubert. Dies war die erste WM-Medaille für einen deutschen Eiskunstläufer im Herreneinzel seit Norbert Schramms Gewinn der Silbermedaille bei den Weltmeisterschaften 1983.
2005 errang Lindemann bei den Europameisterschaften 2005 in Turin, erneut hinter Pljuschtschenko und Joubert, die Bronzemedaille. Es war die erste EM-Medaille für einen deutschen Eiskunstläufer seit 1984, als Rudi Cerne Silber und Norbert Schramm Bronze gewannen.
Die Weltmeisterschaften 2005 verliefen allerdings nicht ganz so glücklich wie im Jahr zuvor. Lindemann stürzte mehrmals im Kurzprogramm und wurde in der Zwischenwertung 18. Doch mit seiner fast fehlerfreien Kür konnte er noch sechs Plätze gutmachen und belegte zum Schluss Rang 12.
Im Sommer 2006 trennte Lindemann sich von seiner langjährigen Trainerin Ilona Schindler. Er ging nach Berlin zu Viola Striegler, startete jedoch bis 2009 für den ESC Erfurt (danach BSV 92 Berlin). Wegen einer Adduktorenzerrung konnte Stefan Lindemann in der Saison 2007/2008 nicht starten.
Stefan Lindemann wurde nach langer Verletzungspause Deutscher Meister 2010. Er erfüllte bereits vorher, wie auch Peter Liebers, die Olympianorm. Durch den Sieg bei den Deutschen Meisterschaften qualifizierte sich Lindemann für die Olympischen Winterspiele 2010 in Vancouver, wo er beeinträchtigt von Verletzungen Platz 22 belegte. Bei den Weltmeisterschaften trat er nicht mehr an und überließ Peter Liebers den Startplatz.
Stefan Lindemann beendete nach den Olympischen Winterspielen 2010 seine Eislaufkarriere als aktiver Sportler.
Am 1. September 2015 gab er die Trainertätigkeit in Berlin auf, um Stützpunktleiter des Mannheimer ERC zu werden.

## Ergebnisse
| Wettbewerb / Saison            | 1996  | 1997  | 1998  | 1999  | 2000  | 2001  | 2002  | 2003  | 2004  | 2005  | 2006  | 2007  | 2008  | 2009  | 2010  |
| ------------------------------ | ----- | ----- | ----- | ----- | ----- | ----- | ----- | ----- | ----- | ----- | ----- | ----- | ----- | ----- | ----- |
| Olympische Winterspiele        |       |       |       |       |       |       |       |       |       |       | 21.   |       |       |       | 22.   |
| Weltmeisterschaften            |       |       |       | 13.   | 14.   | 18.   |       |       | 3.    | 12.   |       | 12.   |       |       |       |
| Europameisterschaften          |       |       |       | 17.   | 8.    |       | 12.   | 12.   | 5.    | 3.    | 12.   | 11.   |       |       | 9.    |
| Juniorenweltmeisterschaften    |       |       |       | 14.   | 1.    |       |       |       |       |       |       |       |       |       |       |
| Deutsche Meisterschaften       | 12.   | 5.    |       | 2.    | 1.    |       | 1.    | 2.    | 1.    | 1.    | 1.    | 1.    |       |       | 1.    |
| -                              |       |       |       |       |       |       |       |       |       |       |       |       |       |       |       |
| Grand-Prix-Wettbewerb / Saison | 95/96 | 96/97 | 97/98 | 98/99 | 99/00 | 00/01 | 01/02 | 02/03 | 03/04 | 04/05 | 05/06 | 06/07 | 07/08 | 08/09 | 09/10 |
| Skate America                  |       |       |       |       |       |       |       |       | 9.    | 9.    |       |       |       |       |       |
| Skate Canada                   |       |       |       |       |       |       |       |       |       | 6.    |       |       |       |       |       |
| Cup of Russia                  |       |       |       |       |       |       |       |       |       |       | 4.    |       |       |       |       |
| NHK Trophy                     |       |       |       |       |       |       |       |       |       |       | 11.   |       |       |       |       |
| Trophée Lalique                |       |       |       |       |       |       |       |       | 11.   |       |       |       |       |       |       |
| Bofrost Cup                    |       |       |       |       |       |       | 7.    |       | 1.    | 1.    |       |       |       |       |       |
| Cup of China                   |       |       |       |       |       |       |       |       |       | 3.    |       |       |       |       |       |

### Andere Wettbewerbe
Nebelhorn Trophy

2006 – 1. Platz

2010 – 8. Platz